# Issi Durant
Isabel "Issi" Durant (Sídney, Nueva Gales del Sur; 21 de diciembre de 1993) es una actriz y bailarina australiana, más conocida por haber interpretado a Grace Whitney en Dance Academy y también a Ondina en la serie Mako Mermaids.

## Biografía
Issi nació en Sídney (Australia).
Comenzó a bailar cuando tenía dos años de edad; comenzó ballet a tiempo completo cuando tenía quince años. Hizo la transición a actuar a los 14 años, después de tomar su primera clase de teatro.

## Carrera
Issi quedó entre las primeras 20 en la tercera temporada del programa de baile So You Think You Can Dance. Recién salida de la escuela secundaria en 2010, Issi llegó al top 20 de So You Think You Can Dance donde comenzó su carrera. 
En 2012 obtuvo su primer papel importante en la televisión cuando se unió al elenco de la segunda temporada de la serie Dance Academy donde interpretó a la bailarina Grace Whitney, hasta el final de la serie en el 2013.
En 2013 apareció como invitada en un episodio de la serie Reef Doctors, ese mismo año apareció en varios episodios de la serie Camp donde interpretó a Deanna, una joven que asiste al campamento.
En 2015 se unió al elenco de la segunda temporada de la serie Mako Mermaids donde da vida a la sirena Ondina.

## Filmografía

### Series de televisión
| Año         | Título        | Personaje     | Notas        |
| ----------- | ------------- | ------------- | ------------ |
| 2015 - 2017 | Mako Mermaids | Ondina        | 42 episodios |
| 2012 - 2013 | Dance Academy | Grace Whitney | 39 episodios |
| 2013        | Camp          | Deanna        | 3 episodios  |
| 2013        | Reef Doctors  | Emma          | 2 episodios  |

### Películas
| Año  | Título      | Personaje       |
| ---- | ----------- | --------------- |
| 2018 | Life Itself | Shari Dickstein |